# Kim Nam-il
Kim Nam-Il (Incheon, Corea del Sud, 14 de març de 1977) és un futbolista sud-coreà. Va disputar 98 partits amb la selecció sud-coreana.